# C8H7N3
化学式C8H7N3（摩尔质量：145.16 g/mol）可以指：
- 1,3-二亚胺基异吲哚啉，CAS号：3468-11-9
- 2-氨基喹唑啉，CAS号：1687-51-0
- 2-氨基喹喔啉，CAS号：5424-05-5
- 6-氨基喹喔啉，CAS号：6298-37-9
- 1,5-萘啶-4-胺，CAS号：27392-68-3

|  | 这个同类索引页列出了具有相同分子式的化学物（即同分異構體）条目。 除非您是有意链接至本页，否则应将相应条目的内部链接指向正确的条目。 |